# Phorocera flavifrons
Phorocera flavifrons är en tvåvingeart som beskrevs av Macquart 1834. Phorocera flavifrons ingår i släktet Phorocera och familjen parasitflugor.
Artens utbredningsområde är Frankrike. Inga underarter finns listade i Catalogue of Life.